# Karadsch (Fluss)
Der Karadsch (persisch رود کرج, DMG Rūd-e Karaǧ) ist ein 245 km langer Fluss im Nordiran. Nach dem Zayandeh Rud ist der Karadsch der wichtigste Fluss des zentralen iranischen Hochlandes. Er entspringt im Elburs-Gebirge am Kaspischen Meer, fließt nach Süden durch die gleichnamige Stadt Karadsch durch und mündet später im salzigen Namaksee. Am Fluss befindet sich die Amir-Kabir-Talsperre, die die Landeshauptstadt Teheran mit Strom und Wasser versorgt.

## Verlauf
Der Karadsch entwässert ein 2800 km² großes Gebiet und führt im Durchschnitt pro Jahr 499 Millionen m³ Wasser. Auf seiner Länge weist der Fluss ein Gefälle von 0,8 % auf. Der Hauptfluss des Karadsch durchfließt das Dizintal und vereint sich bei Gačsar mit einem Fluss, der aus dem Gebiet von Kandovān kommt. Andere Zuflüsse sind der Saydak Rud, der Morud und der Schahrestānak. Jenseits der Amir-Kabir-Talsperre gibt es nur kleine Nebenflüsse, die nicht das ganze Jahr über Wasser führen.
Der Fluss lässt sich in drei Abschnitte einteilen. Der obere Teil wurde früher Laura genannt. Dort wohnen die Gilaker, die für ihre Apfelplantagen bekannt sind. Die Route durch das obere Karadschtal war die kürzeste Verbindung zwischen Teheran und Tschalus am Kaspischen Meer. Außerdem war das Gebiet wie z. B. das Tal Kelārdascht ein beliebtes Jagdgebiet der kadscharischen Könige des Irans. Das Gebiet bildet ein Erholungsgebiet für die Menschen aus Teheran, so dass Hotels und 1970 ein Skiressort in Dizin eröffnet wurden.
Das mittlere Flusstal beginnt bei Karadsch, wo der Fluss aus dem Gebirge in die Ebene eintritt. Der so an Gefälle verlierende Fluss bildet hier einen Schwemmkegel aus und wird von den Menschen zur Bewässerung genutzt. Der Hauptarm des Flusses verläuft von hier nach Südost in das Flachland von Schahriyar. Die Entnahme von Wasser ist derart hoch, so dass der Hauptstrom des Karadsch kein Wasser mehr hat. Infolgedessen ist der Grundwasserspiegel gesunken, einige Qanate ausgetrocknet und landwirtschaftliche Erträge zurückgegangen.
Das untere Flusstal beginnt hinter Islamschahr und Hasanabad. Hier führt der Fluss nur manchmal im Frühling Wasser und es gibt nur kleine Weiler entlang des Flusses. Nach dem Dorf Nadschafabad fließt der Fluss, der sich mit den Flüssen Dschadschrud und Rud-e Sur vereinigt hat, südlich in die Salztonebene Dascht-e Kavir, wo er dann im Namaksee endet.

## Quelle
- Bernard Hourade: Karadsch-Fluss. In: Ehsan Yarshater (Hrsg.): Encyclopædia Iranica. 12. November 2010 (englisch, iranicaonline.org [abgerufen am 5. Juni 2011] mit Literaturangaben).